# Selección de fútbol sub-20 de Sarre
La Selección de fútbol sub-20 de Sarre fue la selección que representó al país en el Campeonato Europeo Sub-18; y era controlado por la Asociación de Fútbol de Sarre.

## Historia
Su primer partido oficial lo jugaron el 31 de marzo de 1953 ante España en Mechelen, Bélgica por el Campeonato Europeo Sub-18 1953, con victoria para el cuadro español por 0-5.
Su primer triunfo lo consiguieron el 4 de abril de 1953 ante Irlanda del Norte por marcador de 6-5 en la ciudad de Bruselas. Participaron en los campeonato europeos de la categoría entre 1953 y 1956, pero nunca consiguieron logros importantes hasta que el territorio de Sarre pasó a ser un protectorado aparte de Alemania Occidental. Su último partido lo jugaron ante Bélgica, el cual terminó 2-2 en Hungría por el Campeonato Europeo Sub-18 1956.

## Participaciones

### Eurocopa Sub-18
| Año   | Ronda          | J  | G | E | P | GF | GC |
| ----- | -------------- | -- | - | - | - | -- | -- |
| 1953  | 14.º Lugar     | 4  | 1 | 1 | 2 | 8  | 19 |
| 1954  | Fase de grupos | 4  | 1 | 1 | 2 | 4  | 14 |
| 1955  | Fase de grupos | 3  | 1 | 0 | 2 | 4  | 6  |
| 1956  | Fase de grupos | 3  | 1 | 1 | 1 | 3  | 5  |
| Total | 4/4            | 14 | 4 | 3 | 7 | 19 | 44 |